# ホッピングロード
『ホッピングロード』は、ウィズが開発してタイトーが2009年3月に発売したアーケードゲームである。1990年代に日本でブームとなったホッピングを題材にしたゲームとなっている。
5歳 - 9歳向けに本作をアレンジし、2010年6月に発売された『ホッピングロードキッズ』についても合わせて説明する。

## 概要
本作は、ライトユーザーにも受け入れられることを目的とする、「見りゃァ、ワカル。やりゃァ、オモロイ。」というコンセプトを掲げたゲームシリーズ「NO考ゲーム」の作品の1つである。AMショー2008（2008年9月18日）でシリーズが発表され、そのシリーズ第1弾となる複数の作品の1つとして、2008年12月から2009年1月にかけてのロケテストを経て、2009年3月に発売された。
1990年代に日本でブームとなったホッピングを題材としており、体感レースゲームとしては世界初の作品である。ゲーム内容はホッピングを用いたレースゲームとなっており、2人での対戦が可能となっている。また、本作2台を併設している場合は、LANケーブルを用いて両者を接続させることにより、最大4人までの対戦が可能となる。
本作の高評価を受け、本作のアレンジ版である『ホッピングロードキッズ』が発売予定となっている旨が、AOU2010（2010年2月19日）で発表され、翌年の2010年6月に発売された。アレンジ版は対象年齢を5歳 - 9歳としており、接地面積ベースで本作の約半分の大きさ、軽い体重に合わせたバネが用いられている。本作同様、アレンジ版も2台を接続して子供同士で最大4人で対戦プレイできるほか、本作とも接続可能となるよう設計されており、親子4人（本作で2人、アレンジ版で2人）といった構成も可能となっている。

## ゲーム内容

### 作品舞台
人間のいない島「アミューズメント・アイランド」、そこに設けられた四季をイメージした4種類のレジャーエリアが本作の舞台である。ここでは動物たちは仲良く暮らしており、オオカミとヒツジも仲良しである。

### 大まかな流れ
1プレイ100円となっている。コイン投入およびスタートボタン（決定ボタン）押下後、他プレイヤーの参加待ちとなる。参加プレイヤー決定の後、それぞれのプレイヤーはプレイヤーキャラクターを8種類の動物の中から選択する。その後、レースのコースを4種類のレジャーエリアから選択する。
レースはコース2周で行われる。トップ走者が1周すると残り時間が追加されるという、一般的な周回型レースゲームと同様のゲームシステムとなっている。コースには、加速効果のある「ハッピージュエル」、乗ることでロングジャンプが可能となるジャンプ台「スーパーホップ」、大量の「ハッピージュエル」を取得するチャンスが生まれる「ハテナアイテム」、レジャーエリアに応じた障害物などが設けられており、これらがレースの勝敗に影響を与える。
完走後、ホッピングロードキッズでは、消費カロリーが表示されるようになっている。また、完走までの所要時間や獲得ジュエル数などに基づいて得点が決定され、得点が上位ランキングに入ると、ネームエントリーに移行する。ネームエントリーで名前を入力されると、名前は以下の情報と合わせてゲームタイトルのランキングに表示されることになる。
- 順位
- 名前
- 得点
- 完走までの所要時間（分および秒表記）
- ジャンプ回数
- 獲得ジュエル数
- 「スーパーホップ」を用いたロングジャンプの最長飛距離（メートル表記）

### 操作方法
ホッピングを形どった筐体、左右キー、決定キーで操作する。本来のホッピングはジャンプせずに乗るだけだと転けてしまうが、本作のホッピングの持ち手部分は固定されている。レース中は、ホッピングボード（ホッピングの足場）上でジャンプすることにより、プレイヤーキャラクターが前進する。ホッピングボードは左右に傾けることが可能となっており、レース中での移動方向決定に使用する。レース中は基本的には左右キーや決定キーを使用しないが、うまくホッピングできないプレイヤーを考慮し、左右キーを同時に押下することで、ホッピングしている場合と同様、自動的に前進するお助け機能が設けられている。なお、レース開始前の、プレイヤーキャラクターやコースを選択する際は、左右キーや決定キーを使用する。
レース中は、プレイヤーキャラクター視点でのコース状態が表示される。先行キャラクターが近くにいれば、そのキャラクターもコース上に表示されることになる。逆に、トップ走者の場合には2位以下のキャラクターは表示されない。レース中はガイダンスとして、左に上から「残り時間」「残り周回数」「所要時間」「獲得ジュエル数」「ジャンプ回数」が、右に上から「現在順位」「コース全体像と各キャラクターの現在位置」が透過的に表示される。

### プレイヤーキャラクター
本作の登場キャラクターはいずれも動物となっている。以下に、プレイヤーキャラクターとして選択可能なものを示す。
- ホップ（ウサギ）
- ロダン（カエル）
- ウォッシュ（アライグマ）
- メルン（ヒツジ）
- ポッケ（カンガルー）
- チキー（ニワトリ）
- ウルフィー（オオカミ）
- プイプイ（ブタ）

上記のほか、他の動物が観客などの形で登場する。

### コース
コースが設けられたレジャーエリアは春夏秋冬をイメージしたものとなっており、途中に登場する障害物もそれぞれのエリアに合わせたものとなっている。例えば、冬エリアであれば障害物に雪だるまが登場する、植えられている樹が四季の移り変わりによって変化する（春であれば桜、秋であれば紅葉など）といった具合である。コースは全3周となっており、周回地点およびゴール地点には虹の橋が表示される演出となっている。コースの主な特徴は以下の通りである。
- 春 - ゴルフ場を舞台としたコース
- 夏 - 海辺を舞台としたコース
- 秋 - アスレチックを舞台としたコース
- 冬 - ゲレンデを舞台としたコース

コース途中には、レース展開を有利にするアイテムが設けられている。他のキャラクターを邪魔するアイテムは設けられておらず、自キャラクターを助けるアイテムのみとなっている。用意されているアイテムは以下の通りである。
ハッピージュエル
コース上に点在して設けられている赤色の宝石で、ある程度近くを通過することで取得可能となっている（完全に接触する必要はない）。取得することで、ホッピングでの前進スピードを上げることが可能となる。後述の「ハテナアイテム」を取得するなどの条件で、星型に群集した「ハッピージュエル」が登場する場合がある。
スーパーホップ
コース上に設けられたジャンプで、その上に着地することで、次のジャンプをロングジャンプにすることが可能となる。ロングジャンプ中は空中で回転するなどの演出が設けられているほか、プレイ中の最長飛距離はネームランキングに掲載されるようにもなっている。
ハテナアイテム
コース上に点在して設けられている？マークのアイテム。取得することで、星型に群集した「ハッピージュエル」が登場するなどの形で、レース展開を有利なものとなる。